# Katolicitet
Katolicitet (från latin catholicus, från grekiska: καθολικός, katholikos, "universell", "allmän") är en kristen term som syftar på att kristendomen är katolsk i betydelsen "allomfattande" eller "allmän". Termen kan avse den kristna kyrkans utbredning och allmängiltighet, men kan också vara en beskrivning där teologi, sakrament och ordningar kan ha mer eller mindre katolska egenskaper, det vill säga att de kan vara gemensamma för alla trosinriktningar inom kristendomen, oavsett faktisk tillhörighet. I samband med reformationen kunde de olika kristna fraktionerna, trots meningsskiljaktigheter, enas om vissa grundläggande och konfessionella dokument som sedan blev grundval för de olika samfundens lära. För de kristna samfund som räknar sig som lutherska blev skrifterna Confessio Augustana och Konkordieboken (främst Konkordieformeln) särskilt viktiga, medan romersk-katolska kyrkan hade sin motsvarighet i Confutatio.
Romersk-katolska kyrkan gör anspråk på att vara den enda katolska kyrkan. Även andra kristna samfund gör emellertid anspråk på katolska egenskaper, till exempel formulerat i apostoliska trosbekännelsen. Vissa anglikaner och lutheraner betonar på så sätt vikten av kontinuitet snarare än uppbrott i reformationen, inklusive anspråk på apostolisk succession. Inom protestantismen brukas dock ofta andra termer, till exempel "allmännelig".
Svenska kyrkan betraktar sig som en del av den världsvida kyrkan såsom den uppfattas i den nicaenska och apostoliska trosbekännelsen, men översätter "katolsk" med "allmännelig". I de kristna trosbekännelserna ingår (latin): "Credo in ... sanctam Ecclesiam catholicam",, på svenska: "Jag tror på...den heliga katolska kyrkan". I Svenska kyrkans trosbekännelse översätts detta till "Vi tror ock på ... en helig, allmännelig kyrka". Ärkebiskop Nathan Söderblom menade att Svenska Kyrkan var "evangelisk-katolsk" i början av 1900-talet, med stöd i tolkningar av ärkebiskop Laurentius Petris  liv och verk.